# Lee Hoiby
Lee Henry Hoiby (Madison, 17 febbraio 1926 – New York, 28 marzo 2011) è stato un compositore e pianista statunitense.

## Biografia
Studiò musica all'Università del Wisconsin-Madison sotto la supervisione dei noti pianisti Gunnar Johansen ed Egon Petri e fu uno studente di Darius Milhaud al Mills College. Dopo gli studi al Mills, si specializzò al Curtis Institute of Music sotto la supervisione di Gian Carlo Menotti, che lo introdusse all'opera. Da giovane suonò nell'orchestra dadaista di Harry Partch. Nel 1957 Menotti produsse la prima opera di Hoiby, The Scarf, esordita con grande plauso della critica italiana e statunitense al Festival dei Due Mondi di Spoleto. La sua opera successiva, Natalia Petrovna, tratta da Un mese in campagna di Turgenev, fu portata al debutto alla New York City Opera nel 1964, ottenendo ancora una volta le lodi della critica.
La sua opera più nota è l'adattamento operistico del dramma di Tennessee Williams Estate e fumo, che esordì alla Minnesota Opera con un libretto di Lanford Wilson nel 1971, con Mary Beth Peil nel ruolo della protagonista Alma. Successivamente compose anche l'opera buffa Something New for the Zoo (1979), The Tempest (1986) e This Is the Rill Speaking (1992), ancora una volta con un libretto di Wilson. Scrisse anche numerose canzoni ed arie, alcune delle quali furono portate al successo dalla sua amica e collaboratrice Leontyne Price.
Dichiaratamente omosessuale, Hoiby ebbe una lunga relazione con il collaboratore Mark Shulgasser.